# Shenbei
Shenbei léase Shen-Béi (en chino:沈北新区, pinyin:Shěnběi Xīnqū) es un distrito urbano bajo la administración directa de la subprovincia de Shenyang. Se ubica en la provincia de Liaoning , noreste de la República Popular China . Su área es de 852 km² y su población total para 2018 fue de 300 mil habitantes. Su administración de Nuevo distrito significa que es la zona franca de la ciudad para fomentar la inversión.

## Administración
El distrito de Shenbei se divide en 14 pueblos que se administran en subdistritos.